# Іллінський Андрій Олексійович
Андрій Олексійович Іллінський (*24 серпня 1949, Київ)  — радянський, український художник, відомий скульптор-кераміст і графік, учасник багатьох виставок. 

## Біографія
1976 р. закінчив художній факультет Московського поліграфічного інституту. Педагоги з фаху — А. Гончаров, Д. Жилінський, П. Захаров.
Працює у Києві, член Національної спілки художників України (1987).
Основні твори: керамічні композиції «Тривожне очікування», «Різдво» (обидві — 1985), «Гра в дим» (1986), «Сон Ноя» (1990), «Янгол» (1990-ті рр.), «Очікування нового тисячоліття» (1998), «Дама з горностаєм» (2002), «Дама з собачкою», «Дама з мобілкою» (обидва — 2009).  Роботи зберігаються у НМУНДМ (м. Київ), Національному музеї-заповіднику українського гончарства (с. Опішне на Полтавщині), приватних колекціях в Україні, Німеччині, Ізраїлі, США, Франції, Швейцарії.
Автор поетичної збірки “Печати на глине” (1990), низки статей з історії археологічної науки, упорядник книжки спогадів i листів свого батька.

## Родовід і сім'я
- Дід по материній лінії — Іллінський Андрій Миколайович — морський офіцер, полярний дослідник.
- Батько — Тереножкін Олексій Іванович, видатний археолог-енциклопедист, дослідник старожитностей Поволжя, Середньої Азії, кіммерійської та скіфської епохи.
- Мати — Іллінська Варвара Андріївна, визначний скіфолог.
- Дружина — Сагайда Олена Ельдвігівна, реставратор.

## Виставки
Групові:
- 2001 — "Тора в снігах" (кераміка Андрія Іллінського та учнів його студії керамики Центру "Мішпаха") в НМУНДМ.
- 2002 — выставка кераміки "Далекое - близкое", галерея мистецтв Київо-Могилянської академії.
- 2009 — с. Опішне, Полтавська обл., Національний музей-заповідник українського гончарства.
- 2009 — Проект РУМ-БАМ-БАР та "Пришелиці" Андрія Иллінського. Галерея "Коло Заспи". Конча-Заспа.

Персональні:
- 1983 — виставка кераміки. Науково-дослідний інститут технічної естетики.
- 1984 — виставка кераміки. Інститут археології АН Україны, Київ.
- 1998 — "Сон Ноя" (кераміка Олени Сагайди та Андрія Іллінського) в НМУНДМ.
- 1999 — галерея "Триптіх" Київ; галерея "Миколин дім", КиЇв.
- 2009 — НМУНДМ.
- 2016 — Коминна зала Косого копаніру у Київській фортеці.

Міжнародні:
- 1987 — Бієналє кераміки, Фаэнце, Италия

Сімпозіуми:
- 1998, 1999 — 1 и 2 Всеукраїнські сімпозіуми монументальної кераміки. Національний музей-заповідник українського гончарства в Опішному.
- 2008 — фестиваль кераміки у Франції.

## Наукові публікації
- Іллінський А.О., Мурзин В.Ю. До історії вивчення Мелітопольського кургану // Археологія. - 1999. - №3. - С. 97 – 108.
- Из жизни Алексея Тереножкина (написано его рукой, собрано его сыном) – К., 2006. – 112 с.
- Іллінський А.О., Саєнко В.М. Історія дослідження Мелітопольського кургану і пам’яткоохоронний контекст // Проблеми вивчення та охорони пам’яток первісного мистецтва півдня Європи (кам’яна доба — епоха бронзи). Запоріжжя, 2015. – С. 37-39.
- Іллінський А., Саєнко В. Листи Бориса Мозолевського до Олексія Тереножкіна і Варвари Іллінської // Матеріали і дослідження з археології Прикарпаття і Волині. Випуск 19. Історія археології: міжособистісні та інституціональні комунікації. - Львів, 2015. - С. 287-294.
- Іллінський А.О., Саєнко В.М. З листів Бориса Мозолевського до Олексія Тереножкіна та Варвари Іллінської // Музейні читання. Мат. наук. конф. «Ювелірне мистецтво – погляд крізь віки» - К.: Музей історичних коштовностей України, 2021. – С. 20-34.